# Hoxniano
In paleoclimatologia, lo stadio hoxniano (in inglese, hoxnian stage) è uno stadio interglaciale della storia geologica dell'arcipelago britannico rappresentato da sedimenti terrestri risalenti al Pleistocene medio e rinvenuti, per la prima volta, presso il villaggio di Hoxne nel Suffolk. L'hoxniano corrisponde tra due differenti stadi isotopici marini: MIS 11, un periodo interglaciale compreso tra 424 000 e 374 000 anni fa e il MIS 9, un periodo interglaciale compreso tra 337 000 e 330 000 anni fa.

## Definizione
Lo stadio hoxniano è definito dalla sedimentazione marina. Riguardo ad una registrazione stratigrafica al monumento naturale di Sievertsche Tongrube ad Amburgo in Germania, il cui sviluppo è stato tracciato fin dalla glaciazione Elsterian, durante l'inizio del periodo caldo (deposizioni d'acqua dolce) la quale si è poi successivamente allargato al Mare hoxniano.